# NGC 3398
NGC 3398 is een spiraalvormig sterrenstelsel in het sterrenbeeld Grote Beer. Het hemelobject werd op 17 april 1789 ontdekt door de Duits-Britse astronoom William Herschel.

## Synoniemen
- IC 644
- UGC 5954
- MCG 9-18-38
- ZWG 267.18
- PGC 32564